# روجر غرافا
روجر غرافا (26 أبريل 1922 في كلاوت – 4 مايو 1949 (27 سنة)

) في تل سوبرجا) (بالفرنسية: Roger Grava)‏ لاعب كرة قدم فرنسي الجنسية إيطالي المولد راحل يجيد اللعب في مركز المهاجم .
لعب غرافا في أندية أميين (1942-1943) نانسي (1943) بوردو (1943-1945) روبيه توركوينغ (1945-1948) تورينو (1948-1949) .
توفي غرافا في حادثة الطائرة الشهيرة التي كانت تقل الجيل الذهبي لنادي تورينو .
ساهم غرافا في تتويج نادي روبيه توركوينغ ببطولة دوري الدرجة الأولى موسم 1946/1947 كما ساهم في تتويج نادي تورينو ببطولة دوري الدرجة الأولى موسم 1948/1949 .